# Cora skinneri
Cora skinneri är en trollsländeart som beskrevs av Philip Powell Calvert 1907. Cora skinneri ingår i släktet Cora och familjen Polythoridae. Inga underarter finns listade i Catalogue of Life.